# こでらんに5
『こでらんに5next』（こでらんにファイブネクスト）は、NHKラジオ第1放送（福島県域）において放送されているラジオ番組。2016年4月から2021年3月までは『こでらんに5』（こでらんにファイブ）として放送されていた。

## 概要
2013年から3年間放送した番組『福島のお耳に ふくみみラジオ』（毎週木曜と金曜）を発展的解消し、放送曜日を月曜から金曜に拡大し、曜日別テーマ、パーソナリティを採用した新番組としてスタートした。
番組タイトルの「こでらんに」とは、「こたえられない＝たまらない。最高だ」と言う意味の福島の方言。
2021年3月を以て平日全曜日放送を終了し、2021年4月からは「こでらんに5next」へとリニューアル。放送曜日および放送時間が変更された。

## 放送時間

### 現在
- 毎週木曜日・金曜日（NHKラジオ第1放送福島県域） 16:05 - 18:00

### こでらんに5時代
- 毎週月曜日 - 金曜日（NHKラジオ第1放送福島県域） 17:00 - 18:00[注釈 1]

## パーソナリティ

### 現在
- 佐藤彩乃（NHK福島放送局キャスター）

木曜日
- 引地洋輔（RAG FAIR）
- 開沼博（社会学者）

金曜日
- 白鳥久美子（たんぽぽ）

### こでらんに5時代
- ぺんぎんナッツ（いなのこうすけ、中村陽介）（2016年4月4日 - 2021年3月11日）
- 平子祐希（アルコ&ピース）（2016年4月6日 - 2018年3月28日）
- ひとりぼっち秀吉（ひとりぼっち秀吉BAND）（2016年4月7日 - 2018年3月1日）
- 早坂優希（NHK福島放送局キャスター）
- 北村有紗（NHK福島放送局キャスター）
- 田中朋樹（NHK福島放送局アナウンサー）
- 丹野なな子（NHK福島放送局キャスター）

## 曜日テーマ

### こでらんに5時代
グルメの月曜日
- パーソナリティ：ぺんぎんナッツ（いなのこうすけ、中村陽介）

知的な火曜日→音楽の火曜日
- パーソナリティ：開沼博→引地洋輔（RAG FAIR）

笑いの水曜日→エンタの水曜日
- パーソナリティ：平子祐希（アルコ&ピース）→ 田中朋樹・丹野なな子

音楽の木曜日→知的な火曜日
- パーソナリティ：ひとりぼっち秀吉（ひとりぼっち秀吉BAND）→開沼博

エンタの金曜日→笑いの金曜日
- パーソナリティ：田中朋樹・丹野なな子→白鳥久美子（たんぽぽ）